# Aleksandar Zograf
Aleksandar Zograf, egentligen Saša Rakezić (serbisk kyrilliska: Александар Зограф / Саша Ракезић), född 1963 i Pančevo i Serbien (dåvarande Jugoslavien), är en serbisk serieskapare. Han gör drömlika serier och har publicerats internationellt.
Zograf är skapare av bland annat "Life Under Sanctions", "Psychonaut", "Flock of Dreamers" och "Bulletins from Serbia: E-Mails & Cartoon Strips From Beyond the Front Line"... Han har publicerats på svenska i Galago. 